# Ford G7
La Ford G7 est une voiture de course sportive qui a été construite par Ford en 1968 en tant que voiture de CanAm. Initialement équipé d'un moteur V8 de 427 pouces cubes (6 997 cm3) de Ford, puis utilisant des versions de 429 pouces cubes (7 030 cm3) et de 496 pouces cubes (8 128 cm3) du même moteur, la G7 était extrêmement peu fiable et n'a terminé qu'une seule des 15 courses auxquelles elle a participé. En particulier, elle avait de sérieux problèmes de surchauffe et de problèmes moteur; ce dernier empêchait souvent la voiture de même commencer une course.

## Design et développement
En 1968, Ford a reconstruit un châssis de Spyder Mk IV pour les courses de Can-Am et a produit la G7A. Bien que la nouvelle voiture utilisait la suspension et les freins de la Mk IV, la nouvelle carrosserie comprenait un aileron arrière inspiré des voitures Chaparral Can-Am de Jim Hall. La voiture utilisait une boîte de vitesses automatique à 2 vitesses et un convertisseur de couple provenant des voitures de Mercury et Ford. Couplé à cette transmission était un moteur V8 de 427 pouces cubes (6 997 cm3) de Ford, capable de produire environ 650 ch (485 kW; 659 PS). Cependant, malgré la puissance de sortie, la voiture était parmi les plus lourdes de la grille de départ, pesant 1 900 livres (862 kg), et elle s'est montrée peu prometteuse lors de sa première séance d'essais; à 14 secondes du record du tour lors d'un test à Las Vegas. Non seulement elle était hors du rythme, mais le moteur s'est avéré incroyablement fragile et insensible au test; les blocs spéciaux étaient poreux et permettaient à l'eau de s'infiltrer dans l'huile.

## Histoire en course

### 1969
En 1969, Agapiou Brothers Racing a acheté la G7A et a tenté de faire courir Peter Revson lors de l'ouverture de la saison du Can-Am, qui s'est tenue à Mosport Park; cependant, signe des choses à venir, le moteur est tombé en panne et il n'a même pas pu prendre le départ de la course. C'était une histoire similaire à Mont-Tremblant; Revson n'a pas pu commencer la course. En conséquence, Revson a quitté l'équipe et a ensuite rejoint l'équipe de course Robbins-Jefferies. La G7 n'a pas été utilisée dans la troisième manche de la série Can-Am, mais elle est réapparue pour la manche suivante, tenue à Edmonton; John Cannon a été choisi pour la conduire, mais les injecteurs de carburant fonctionnaient mal après seulement cinq tours et l'ont forcé à abandonner. Cannon a conduit pour Young-American à la manche suivante, tenue à Mid-Ohio, alors George Follmer l'a remplacé dans l'équipe Agapiou Brothers; cependant, le moteur est à nouveau tombé en panne et cela a empêché Follmer de commencer la course. Follmer a réessayé à Road America, mais il n'a pas pu faire plus de deux tours avant que la transmission ne s'emballe et qu'il abandonne. L'équipe a raté toute la huitième manche, avant d'initialement faire rentrer Follmer pour la huitième manche, qui s'est tenue dans le Michigan; à la fin c'est Jack Brabham qui a conduit la G7A, et il a tenu 46 tours avant de perdre une roue et d'abandonner. L'équipe a ensuite pris une pause de deux courses, avant d'entrer dans la dernière manche de la saison, qui s'est tenue au Texas; Cannon était de retour dans l'équipe, mais des problèmes de moteur l'ont encore une fois empêché de prendre le départ de la course. Malgré la saison infructueuse, l'équipe a engagé Cannon dans les 200 miles de Fuji et, pour la première fois, la G7A a terminé une course; Cannon a terminé deuxième, à 12,1 secondes du vainqueur.

### 1970
Malgré la mauvaise saison 1969 et manquant les deux premières manches de la saison du Can-Am de 1970, Agapiou Brothers Racing est revenu dans la série lors de la manche de Watkins Glen; la voiture était équipée d'un nouveau moteur V8 de 429 pouces cubes (7 030 cm3) de Ford et a été conduite une fois de plus par John Cannon. Cependant, l'histoire s'est répétée, puisqu'il s'est retiré une fois de plus; cette fois, la voiture a surchauffé après 46 tours. David Hobbs a été intégré à l'équipe pour la manche suivante, tenue à Edmonton; une fuite d'eau après un seul tour l'a contraint à l'abandon. Une tentative de faire revenir Cannon à Mid-Ohio n'a abouti à rien, et cela a été suivi par Cannon se retirant de la course de Road America après 19 tours; encore une fois, la voiture avait surchauffé. Lee Roy Yarbrough a pris le volant de la G7A à Road Atlanta, mais lui aussi a subi une panne moteur, cette fois après 22 tours; même si un nouveau V8 de 496 pouces cubes (8 128 cm3) avait été installé. Malgré le retour au moteur 429 pour la manche tenue à Donnybrooke, Vic Elford, qui conduisait cette fois, a vu une autre panne moteur et une autre panne de démarrage. Cannon était de retour dans le cockpit au Laguna Seca Raceway, dans la G7B récemment mis à jour; les mises à jour ont peu changé la fiabilité de la voiture, et la voiture a surchauffé après 50 tours, l'obligeant à abandonner. Lors de la finale de la saison, qui s'est tenue à Riverside, Cannon a redémarré, mais il s'est écrasé après 14 tours. Ce serait la dernière fois qu'une G7 était utilisée dans une course.